# 중산고등학교 (서울)
중산고등학교(中山高等學校)는 대한민국 서울특별시 강남구 일원동에 위치한 강남 8학군 사립 고등학교이다.

## 학교 연혁
- 1989년 12월 : 학교법인 중산학원 설립
- 1989년 12월 : 초대 신호일 이사장 취임
- 1993년 11월 : 중산고등학교 설립 인가
- 1993년 11월 : 초대 이호관 교장 취임
- 1994년 3월 : 개교, 제1회 입학식(589명)
- 1994년 3월 25일 : 개교식
- 1997년 2월 : 제1회 졸업식(573명)
- 2000년 10월 : 제2대 신영철 이사장 취임
- 2002년 9월 : 별관 신축 완공
- 2014년 3월 25일 : 개교 20주년 (중산 20년史 발간)
- 2023년 3월 1일 : 제7대 문진욱 교장 취임
- 2023년 2월 9일 : 제27회 졸업식(318명)
- 2023년 3월 2일 : 제30회 입학식(337명)
- 2024년 2월 16일 : 제28회 졸업식(254명)
- 2024년 3월 4일 : 제31회 입학식(342명)
- 2025년 2월 11일 : 제 29회 졸업식(279명)
- 2025년 3월 4일 : 제 31회 입학식(311명)

## 전설
- 중산고 전설에 따르면 중산고에는 김정은과 산적이 있다고 한다

## 참고 자료
- 중산고등학교 - 한국교육학술정보원 학교알리미